# Anthophora salazariae
Anthophora salazariae är en biart som beskrevs av Timberlake 1937. Anthophora salazariae ingår i släktet pälsbin, och familjen långtungebin. Inga underarter finns listade i Catalogue of Life.